# 더 게스트 (2016년 영화)
《더 게스트》(영어: Inside)는 2016년 공개된 스페인, 영국, 미국, 프랑스의 영어 독립 공포 영화이다. 미겔 앙헬 비바스가 연출하고 자우메 발라게로, 마누 디에스와 함께 각본을 썼다. 스페인에서는 2017년 7월 28일에, 대한민국에서는 2018년 9월 12일에 개봉하였다.

## 줄거리
교통 사고로 남편을 잃고 청각도 거의 손상되어 보청기 없인 듣지 못하는 세라는 다행히 뱃속의 아이는 무사해서 출산을 위해 남편과의 추억이 깃든 집에서 혼자 산다.
그러던 어느 비 오는 날 밤에 울린 벨소리로부터 시작되는 사건들은 세라에게 끔직하고 공포스러운 밤이 되게 하는데...

## 출연
- 레이철 니컬스 - 세라 클라크 역
- 로라 해링 - 여성 역
- 벤 템플 - 아이작 역
- 앤드레이아 티버다 - 앨리스 도너번 역
- 스타니 코페 - 휴고 가르시아 역
- 크레이그 스티븐슨 - 마이크 매코건 역
- 리처드 필릭스 - 릭 스타인 역

## 기타 제작진
- 라인 제작: 마르타 산체스
- 협력 제작: 프랑크 리비에르